# Столкновение цивилизаций
«Столкновение цивилизаций и преобразование мирового порядка» (англ. The Clash of Civilizations and the Remaking of World Order; 1996) — историко-философский трактат Сэмюэла Хантингтона, посвящённый миру после холодной войны.
Это произведение стало продолжением и развитием идей автора, изложенных в его более ранней работе — статье «Столкновение цивилизаций» (The Clash of Civilizations), опубликованной в 1993 году в американском политологическом журнале «Foreign Affairs» («Международные отношения»). Американский политолог Сэмюэл Ф. Хантингтон утверждал, что будущие войны будут вестись не между странами, а между культурами, и что исламский экстремизм станет самой большой угрозой миру во всём мире. Эта идея была предложена в лекции 1992 года в Американском институте предпринимательства, а затем разработана в выпуске журнала «Международные отношения» 1993 года в статье под названием «Столкновение цивилизаций» в ответ на книгу его бывшего ученика Фрэнсиса Фукуямы «Конец истории и последний человек». Хантингтон позже расширил свою научную работу в книге 1996 года «Столкновение цивилизаций и преобразование мирового порядка».
Сама фраза «столкновение цивилизаций» ранее использовалась Альбером Камю в 1946 году и Бернардом Льюисом в статье «Корни мусульманской ярости» в выпуске журнала The Atlantic Monthly в сентябре 1990 года. Ещё раньше фраза появляется в книге 1926 года о Ближнем Востоке Базиля Мэтьюса: «Молодой ислам на пути: исследование в столкновении цивилизаций» (стр. 196). Это выражение происходит от понятия «столкновение культур», которое уже использовалось в колониальный период и в Прекрасную эпоху.
Хантингтон начал своё размышление, исследуя различные теории о природе глобальной политики в период после окончания «холодной войны». Некоторые теоретики и писатели утверждали, что права человека, либеральная демократия и капиталистическая свободная рыночная экономика стали единственной оставшейся идеологической альтернативой для наций в мире после окончания холодной войны. В частности, Фрэнсис Фукуяма утверждал, что мир достиг «конца истории» в гегелевском смысле.
Кроме того, столкновение цивилизаций, для Хантингтона, представляет собой развитие истории. В прошлом мировая история была в основном связана с борьбой между монархами, нациями и идеологиями, например, в западной цивилизации. Но после окончания «холодной войны» мировая политика перешла в новую фазу, в которой незападные цивилизации перестали быть эксплуатируемыми донорами ресурсов для западной цивилизации, но стали дополнительными важными субъектами, присоединяющимися к Западу для формирования и перемещения мировой истории.
Всего в книге пять частей, суммарно включающих в себя двенадцать глав:
- Часть 1. Мир цивилизаций;
- Часть 2. Смещающийся баланс цивилизаций;
- Часть 3. Возникающий порядок цивилизаций;
- Часть 4. Столкновение цивилизаций;
- Часть 5. Будущее цивилизаций.

В конце работы приводится обширная библиография из источников преимущественно на английском языке.

## Содержание

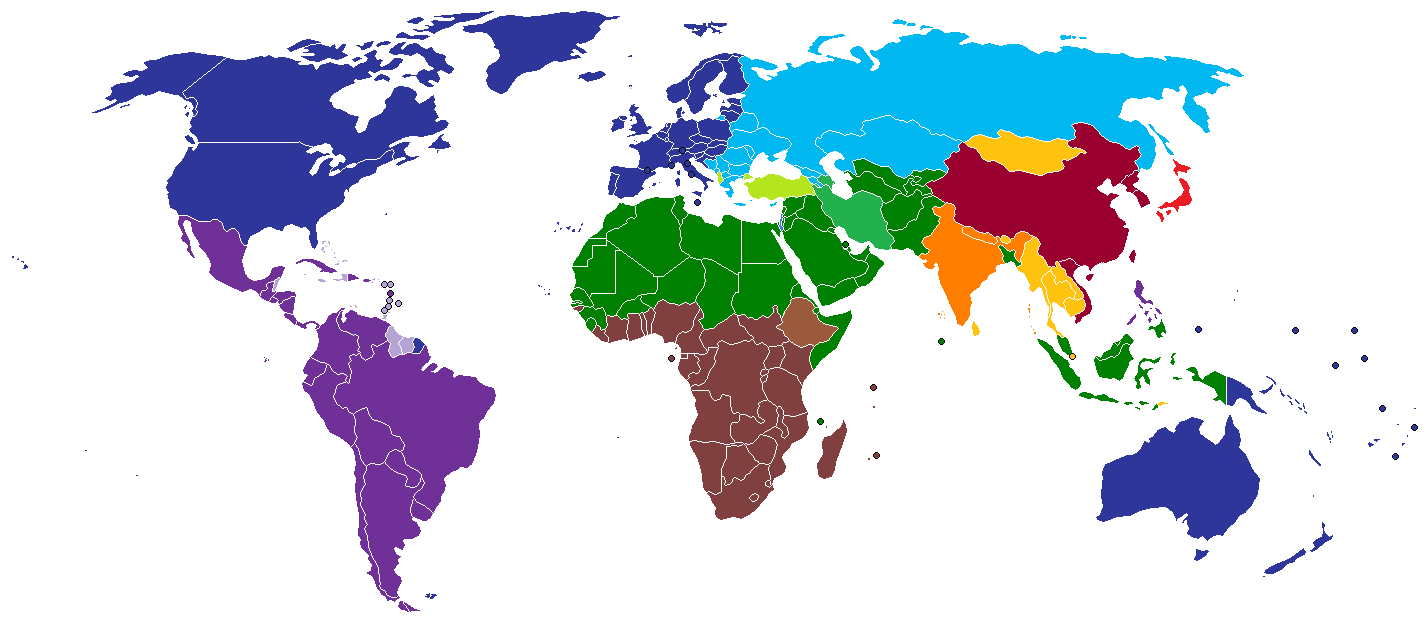
Карта этнокультурного разделения цивилизаций, построенная по концепции Хантингтона:
Западная культура
латиноамериканская культура ((суб)-цивилизация)
православная культура
африканская культура (возможная цивилизация)
исламская культура
культура Индии (индуистская)
буддийские культуры
культура Китая (конфуцианская)
японская культура

### Конфликты между цивилизациями
Хантингтон утверждает, что тенденции глобального конфликта после окончания «холодной войны» все чаще появляются в этих цивилизационных подразделениях. Такие войны, как те, которые произошли после распада Югославии, в Чечне, а также между Индией и Пакистаном, были названы свидетельством межцивилизационного конфликта. Он также утверждает, что широко распространённые западные убеждения в универсальности ценностей и политических систем Запада наивны и что постоянное стремление к демократизации и такие «универсальные» нормы будут только ещё больше противодействовать другим цивилизациям. Хантингтон считает, что Запад неохотно соглашается с этим, потому что он построил международную систему, написал свои законы и дал ей сущность в форме Организации Объединенных Наций.
Хантингтон определяет крупный сдвиг экономической, военной и политической власти с Запада на другие цивилизации мира, что в наибольшей степени соответствует тому, что он идентифицирует как две «цивилизации претендентов», Китай и ислам.
По мнению Хантингтона, восточноазиатская китайская цивилизация в культурном плане утверждает себя и свои ценности относительно Запада из-за её быстрого экономического роста. В частности, он считает, что цели Китая состоят в том, чтобы вновь заявить о себе как о региональном гегемоне. Региональные державы, такие как Северная и Южная Корея и Вьетнам, согласятся с требованиями Китая и будут больше поддерживать Китай, а не пытаться противостоять ему. Поэтому Хантингтон считает, что подъём Китая представляет собой одну из самых значительных проблем и самую мощную долгосрочную угрозу Западу, поскольку китайское культурное утверждение противоречит стремлению Северной Америки к отсутствию региональной гегемонии в Восточной Азии.
Хантингтон утверждает, что исламская цивилизация переживает массовый демографический взрыв, который подпитывает нестабильность как на границах ислама, так и внутри его, где фундаменталистские движения становились всё более популярными. Проявления того, что он назвал «Исламским возрождением», включают в себя иранскую революцию 1979 года и первую войну в Персидском заливе. Возможно, самым спорным заявлением Хантингтона, сделанным в статье журнала «Международные отношения», было то, что «ислам имеет кровавые границы». Автор полагал, что это является реальным следствием нескольких факторов, в том числе ранее упомянутой мусульманской вспышки народонаселения и роста населения и исламской близости ко многим цивилизациям, в том числе к китайской, православным, западным и африканским.
Хантингтон рассматривает исламскую цивилизацию как потенциальный союзник с Китаем, имеющий больше ревизионистских целей и разделяющий общие конфликты с другими цивилизациями, особенно с Западом. В частности, он определяет общие интересы Китая и ислама в областях распространения оружия, прав человека и демократии, которые противоречат интересам Запада, и считает, что это те области, в которых эти две цивилизации будут сотрудничать.
Россия, Япония и Индия — это то, что Хантингтон называет «качающимися цивилизациями» и может выступать за любую сторону. Россия, например, сталкивается с многочисленными мусульманскими этническими группами на своей южной границе (например, в Чечне), но, по словам Хантингтона, сотрудничает с Ираном, чтобы избежать дальнейшего мусульманско-православного насилия на юге России и помочь продолжить поток нефти. Хантингтон утверждает, что появляется «китайско-исламская связь», в которой Китай будет более тесно сотрудничать с Ираном, Пакистаном и другими государствами, чтобы расширить свою международную позицию.
Хантингтон также утверждает, что цивилизационные конфликты «особенно распространены между мусульманами и немусульманами», идентифицируя «кровавые границы» между исламской и неисламской цивилизациями. Этот конфликт восходит к первоначальному толку ислама в Европу, его возможное исключение в иберийском завоевании, нападения турок-османов в Восточной Европе и Вене и европейское имперское разделение исламских народов в 1800-е и 1900-е годы.
Хантингтон также считает, что некоторые из факторов, способствующих этому конфликту, заключаются в том, что как христианство (на котором основана западная цивилизация), так и ислам:
- Миссионерские религии, склоняющие к переходу других (прозелитизм)
- Вселенские, «все или ничего» религии, в том смысле, что обе стороны полагают, что только их вера является правильной
- Телеологические религии, то есть их ценности и убеждения представляют собой цели существования и цели в человеческом существовании.

Более поздние факторы, способствующие западно-исламскому столкновению, писал Хантингтон, — это исламское возрождение и демографический взрыв в исламе в сочетании с ценностями западного универсализма, то есть мнение о том, что все цивилизации должны принимать западные ценности, которые порождают исламских фундаменталистов. Все эти исторические и современные факторы в совокупности Хантингтон кратко описал в своей статье «Foreign Affairs» и гораздо более подробно в своей книге 1996 года.

### Список цивилизаций
(согласно классификации Хантингтона)
1. Западная цивилизация (Western civilization)
2. Латиноамериканская цивилизация (Latin American (sub)-civilization)
3. Православная цивилизация (Orthodox civilization)
4. Африканская цивилизация (возможная) (African (possible) civilization)
5. Исламская цивилизация (Islamic civilization)
6. Индуистская цивилизация (Hindu civilization)
7. Буддистская цивилизация(и) (Buddhist civilizations)
8. Китайская цивилизация (Sinic civilization)
9. Японская цивилизация (Japanese civilization)

## Причины столкновения цивилизаций
Хантингтон предлагает шесть объяснений столкновения цивилизаций:
1. Различия между цивилизациями слишком просты: цивилизации отличаются друг от друга историей, языком, культурой, традициями и, самое главное, религией. Эти фундаментальные различия являются продуктом столетий и основами разных цивилизаций, то есть они не исчезнут скоро.
2. Мир становится меньше. В результате усиливаются взаимодействия во всём мире, которые усиливают «цивилизационное сознание» и осознают различия между цивилизациями и общностями в цивилизациях.
3. Из-за экономической модернизации и социальных изменений люди отделены от многолетних местных идентичностей. Вместо этого религия заменила этот пробел, который обеспечивает основу для идентичности и приверженности, которая выходит за рамки национальных границ и объединяет цивилизации.
4. Рост цивилизационного сознания усиливается двойной ролью Запада. С одной стороны, Запад находится на пике власти. В то же время феномен возвращения к корням происходит среди незападных цивилизаций. Запад на пике своей власти противостоит незападным странам, которые все чаще имеют желание, волю и ресурсы для формирования мира по незападным путям.
5. Культурные характеристики и различия менее изменчивы и, следовательно, менее легко скомпрометированы и решены, чем политические и экономические.
6. Экономический регионализм растет. Успешный экономический регионализм укрепит цивилизационное сознание. Экономический регионализм может преуспеть только тогда, когда он укоренен в общей цивилизации.

## Критика
Идеи Хантингтона подвергались суровой критике различными академическими авторами, которые либо эмпирически, исторически, логически, либо идеологически оспаривали его утверждения (Fox, 2005; Mungiu Pippidi & Mindruta, 2002; Henderson & Tucker, 2001; Russett, Oneal и Cox , 2000; Harvey, 2000).

В статье, явно ссылающейся на Хантингтона, ученый Амартия Сен (1999 год) утверждает:
Разнообразие — это особенность большинства культур в мире. Западная цивилизация не является исключением. Практика демократии, которая выиграла на современном Западе, в значительной степени является результатом консенсуса, возникшего после Просвещения и промышленной революции, и особенно в прошлом веке или около того. Чтобы прочитать в этом историческую приверженность Запада — на протяжении тысячелетий — к демократии, а затем противопоставить её незападным традициям (рассматривая каждого как монолитное), было бы большой ошибкой.
В своей книге «Террор и либерализм» в 2003 году Пол Берман утверждает, что в настоящее время не существует различных культурных границ. Он утверждает, что нет «исламской цивилизации» или «западной цивилизации» и что доказательства цивилизационного столкновения не убедительны, особенно при рассмотрении таких отношений, как между Соединенными Штатами и Саудовской Аравией. Кроме того, он ссылается на то, что многие исламские экстремисты потратили значительное количество времени на жизнь или учёбу в западном мире. Согласно Берману, конфликт возникает из-за философских убеждений, что различные группы делятся (или не разделяют) независимо от культурной или религиозной идентичности.
Давний критик Хантингтонской парадигмы и откровенный сторонник арабских взглядов Эдвард Саид ответил на тезис Хантингтона в своей статье 2001 года «Столкновение невежества». Он утверждает, что классификация Хантингтона фиксированных «цивилизаций» в мире опускает динамическую взаимозависимость и взаимодействие культуры. Он также утверждает (Edward Said, 2004 год), что тезис о столкновении цивилизаций является примером «чистого коварного расизма, своего рода пародией на гитлеровскую науку, направленную сегодня против арабов и мусульман» (стр. 293).
Ноам Хомский критиковал концепцию столкновения цивилизаций как просто новое оправдание для Соединенных Штатов «за любые зверства, которые они хотели осуществить», что требовалось после «холодной войны», поскольку Советский Союз больше не был жизнеспособной угрозой.

## Похожие труды
- «Россия и Европа» (Николай Данилевский)
- «История арабской цивилизации» (Лебон)
- «Закат Европы» (Шпенглер)
- «Византизм и славянство» (Леонтьев)
- «Постижение истории» (Тойнби)
- «Этногенез и биосфера Земли» (Гумилёв)
- «Ноосфера» (Вернадский)
- «Конец истории и последний человек» (Фрэнсис Фукуяма)